# Leptostomias longibarba
Leptostomias longibarba es una especie de pez de la familia Stomiidae en el orden de los Stomiiformes.

## Morfología
• Los machos pueden llegar alcanzar los 32,5 cm de longitud total.

## Hábitat
Es un pez de mar y de aguas profundas.

## Distribución geográfica
Se encuentra en el  Atlántico oriental (entre Irlanda y Islas Azores, y entre las Islas Canarias y Sudáfrica-salvo el Golfo de Guinea -), del  Atlántico occidental (Bermuda) y el noroeste del Pacífico.